# FC Aşgabat
El FC Aşgabat es un equipo de fútbol de Turkmenistán que juega en la Ýokary Liga, la liga de fútbol más importante del país.

## Historia
Fue fundado en el año 2006 en la ciudad de Asjabad y ganó su primer torneo de Liga tan solo 1 año después de su fundación, desde ahí ha ganado 2 títulos de Liga y 1 supercopa, llegando también a 1 final de Copa.
A nivel internacional ha participado en 2 torneos continentales, donde en ambas ocasiones llegaron a las Semifinales.

## Palmarés
- Ýokary Liga: 2

2007, 2008
- Supercopa de Turkmenistán: 1

2007
- - Finalista: 1

2009
- Copa de Turkmenistán: 0
  - Finalista: 2

2011, 2016

## Participación en competiciones de la AFC
- President's Cup: 2 apariciones

2008 - Semifinalista
2009 - Semifinalista

## Participación Asiática
| Temporada | Torneo          | Ronda          | Club                | Marcador |
| --------- | --------------- | -------------- | ------------------- | -------- |
| 2008      | President's Cup | Fase de grupos | Kanbawza FC         | 0-1      |
| 2008      | President's Cup | Fase de grupos | Transport United    | 7-1      |
| 2008      | President's Cup | Fase de grupos | Ratnam SC           | 2-0      |
| 2008      | President's Cup | Semifinal      | Regar-TadAZ         | 3-4      |
| 2009      | President's Cup | Fase de grupos | Army                | 5-1      |
| 2009      | President's Cup | Fase de grupos | Abahani Limited     | 0-0      |
| 2009      | President's Cup | Semifinal      | Dordoi-Dynamo Naryn | 1-2      |

## Etapa CEI
| Temporada | Torneo   | Ronda          | Club               | Marcador |
| --------- | -------- | -------------- | ------------------ | -------- |
| 2008      | Copa CEI | Fase de grupos | FC Levadia Tallinn | 0-1      |
| 2008      | Copa CEI | Fase de grupos | Zenit              | 2-1      |
| 2008      | Copa CEI | Fase de grupos | Sheriff            | 0-4      |
| 2009      | Copa CEI | Fase de grupos | Rusia Sub-21       | 0-0      |
| 2009      | Copa CEI | Fase de grupos | FC MTZ-RIPO        | 0-4      |
| 2009      | Copa CEI | Fase de grupos | FK Ekranas         | 1-3      |

## Jugadores

### Jugadores destacados
- Baýramnyýaz Berdiýew
- Gurbangeldi Durdyýew
- Begençmuhammet Kulyýew